# A Kínai Köztársaság elnökeinek listája

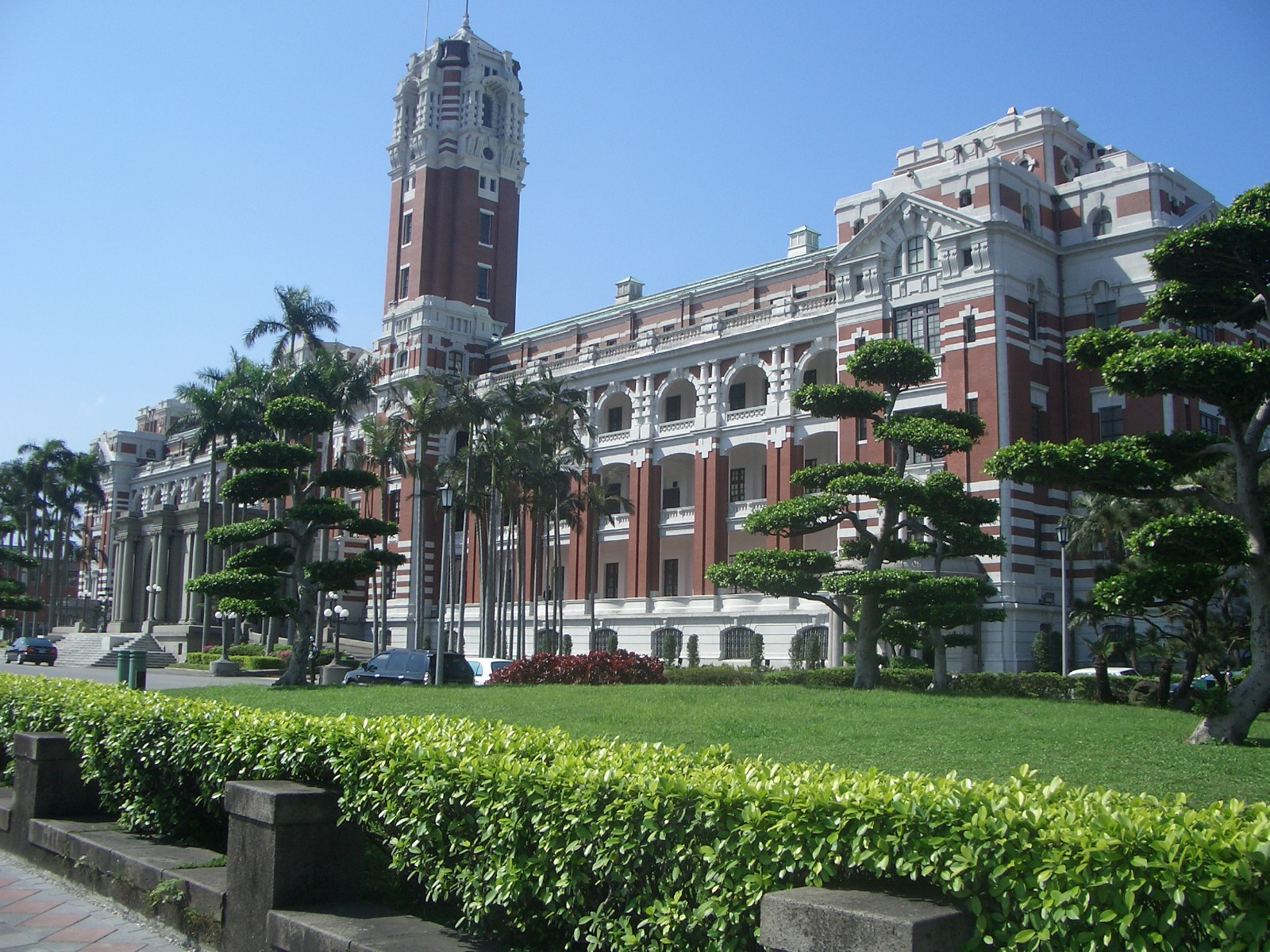
Az elnöki palota épülete Tajpej (Taipei)ben

A Kínai Köztársaság elnökeinek listája a Kínai Köztársaság elnökeit sorolja fel 1912-es megalakulásától kezdve. Az állam ma inkább Tajvan néven ismeretes, mivel területe napjainkban Tajvan szigetére terjed ki. Az elnöki tisztség neve kínaiul cungtung (zongtong) (總統), 1912 és 1928 között pedig tacungtung (dazongtong) (大總統) volt.

## Elnökök
Párton kívüli
      Tungmenghuj (Tongmenghui)
      Pejjang klikk (Beiyang klikk)
      Haladó
      Kuomintang (nacionalista)
      Demokratikus Progresszív
| # | Elnök                                                     | Elnök           | Elnök           | Hivatalba lépés    | Hivatal vége               | Párt                          | Alelnök                         | Terminus    |
| # | Átírás                                                    | Kínaiul (H/E)   | Kép             | Hivatalba lépés    | Hivatal vége               | Párt                          | Alelnök                         | Terminus    |
| --- | --------------------------------------------------------- | --------------- | --------------- | ------------------ | -------------------------- | ----------------------------- | ------------------------------- | ----------- |
| |                                                           |                 |                 |                    |                            |                               |                                 |             |
| Ideiglenes kormány (1912. január 1. – 1913. október 10.)                                                              |                                                           |                 |                 |                    |                            |                               |                                 |             |
| 1 | Szun Jat-szen (Sun Yat-sen) (1866–1925)                   | 孫文 / 孙文     |                 | 1912. január 1.    | 1912. február 15.          | Tungmenghuj (Tongmenghui)     | Li Jüan-hung (Li Yuanhong)      | —           |
| 2 | Jüan Si-kaj (Yuan Shikai) (1859–1916)                     | 袁世凱 / 袁世凯 |                 | 1912. február 15.  | 1913. október 10.          | Pejjang klikk (Beiyang klikk) | Li Jüan-hung (Li Yuanhong)      | —           |
| Pejjang kormányzat (Beiyang kormányzat) (1913. október 10. – 1928. június 2.)                                         |                                                           |                 |                 |                    |                            |                               |                                 |             |
| 1 | Jüan Si-kaj (Yuan Shikai) (1859–1916)                     | 袁世凱 / 袁世凯 |                 | 1913. október 10.  | 1916. június 6.            | Pejjang klikk (Beiyang klikk) | Li Jüan-hung (Li Yuanhong)      | 1           |
| 2 | Li Jüan-hung (Li Yuanhong) (1864–1928)                    | 黎元洪          |                 | 1916. június 7.    | 1917. július 17.           | Haladó                        | Feng Kuo-csang (Feng Guozhang)  | 1           |
| 3 | Feng Kuo-csang (Feng Guozhang) (1859–1919)                | 馮國璋 / 冯国璋 |                 | 1917. július 17.   | 1918. október 10.          | Cseli (Zhili) klikk           | betöltetlen                     | 1           |
| 4 | Hszü Si-csang (Xu Shichang) (1855–1939)                   | 徐世昌          |                 | 1918. október 10.  | 1922. június 2.            | Anhuj klikk (Anhui klikk)     | betöltetlen                     | 2           |
| - | Csou Ce-csi (1871–1923) (ügyvezető)                       | 周自齊          |                 | 1922. június 2.    | 1922. június 11.           | Kantoni klikk                 | betöltetlen                     | 2           |
| 5 | Li Jüan-hung (Li Yuanhong) (1864–1928)                    | 黎元洪          |                 | 1922. június 11.   | 1923. június 13.           | Haladó                        | betöltetlen                     | 2           |
| - | Kao Ling-vej (1868–1939) (ügyvezető)                      | 高凌霨          |                 | 1923. június 14.   | 1923. október 10.          | —                             | betöltetlen                     | 2           |
| 6 | Cao Kun (1862–1938)                                       | 曹錕 / 曹锟     |                 | 1923. október 10.  | 1924. november 2.          | Cseli (Zhili) klikk           | betöltetlen                     | 3           |
| - | Huang Fu (1883–1936) (ügyvezető)                          | 黃郛            |                 | 1924. november 2.  | 1924. november 24.         | —                             | betöltetlen                     | 3           |
| - | Tuan Csi-zsuj (Duan Qirui) (1865–1936) (ügyvezető)        | 段祺瑞          |                 | 1924. november 24. | 1926. április 20.          | Anhuj klikk (Anhui klikk)     | betöltetlen                     | 3           |
| - | Hu Vej-tö (Hu Weide) (1863–1933) (ügyvezető)              | 胡惟德          |                 | 1926. április 20.  | 1926. május 13.            | —                             | betöltetlen                     | 3           |
| - | Jen Huj-csing (Yan Huiqing) (1877–1950) (ügyvezető)       | 顏惠慶          |                 | 1926. május 13.    | 1926. június 22.           | —                             | betöltetlen                     | 3           |
| - | Tu Hszi-kuj (Du Xigui) (1875–1933) (ügyvezető)            | 杜錫珪          |                 | 1926. június 22.   | 1926. október 1.           | Cseli (Zhili) klikk           | betöltetlen                     | 3           |
| - | Ku Vej-csün (V.K. Wellington Koo) (1887–1985) (ügyvezető) | 顧維鈞 / 顾维钧 |                 | 1926. október 1.   | 1927. június 17.           | —                             | betöltetlen                     | 3           |
| - | Csang Co-lin (Zhang Zuolin) (1875–1928) (ügyvezető)       | 張作霖          |                 | 1927. június 18.   | 1928. június 2.            | Fengtien (Fengtian) klikk     | betöltetlen                     | 3           |
| A pozíció eltörölve 1928. június 2. – 1928. október 10. között Nankingi kormány (1928. október 10. – 1948. május 20.) |                                                           |                 |                 |                    |                            |                               |                                 |             |
| - | Csang Kaj-sek (Chiang Kai-shek) (1887–1975)               | 蔣中正 / 蒋中正 |                 | 1928. október 10.  | 1931. december 15.         | Kuomintang                    | —                               | —           |
| - | Lin Szen (Lin Sen) (1868–1943)                            | 林森            |                 | 1931. december 15. | 1943. augusztus 1.         | Kuomintang                    | —                               | —           |
| - | Csang Kaj-sek (Chiang Kai-shek) (1887–1975)               | 蔣中正 / 蒋中正 |                 | 1943. augusztus 1. | 1948. május 20.            | Kuomintang                    | —                               | —           |
| Az 1947-es alkotmány után (1948. május 20. – 1996. május 20.)                                                         |                                                           |                 |                 |                    |                            |                               |                                 |             |
| 1 | Csang Kaj-sek (Chiang Kai-shek) (1887–1975)               | 蔣中正 / 蒋中正 |                 | 1948. május 20.    | 1949. január 21.           | Kuomintang                    | Li Cung-zsen (Li Zongren)       | 1           |
| 1 | Li Cung-zsen (Li Zongren) (1890–1969) (ügyvezető)         | 李宗仁          |                 | 1949. január 21.   | 1950. március 1.           | Kuomintang                    | betöltetlen                     | 1           |
| 1 | Csang Kaj-sek (Chiang Kai-shek) (1887–1975)               | 蔣中正 / 蒋中正 |                 | 1950. március 1.   | 1954. május 20.            | Kuomintang                    | Li Cung-zsen (Li Zongren)       | 1           |
| 1 | Csang Kaj-sek (Chiang Kai-shek) (1887–1975)               | 蔣中正 / 蒋中正 | 1954. május 20. | 1960. május 20.    | Csen Cseng (Chen Cheng)    | Kuomintang                    | 2                               |             |
| 1 | Csang Kaj-sek (Chiang Kai-shek) (1887–1975)               | 蔣中正 / 蒋中正 | 1960. május 20. | 1966. május 20.    | Csen Cseng (Chen Cheng)    | Kuomintang                    | 3                               |             |
| 1 | Csang Kaj-sek (Chiang Kai-shek) (1887–1975)               | 蔣中正 / 蒋中正 | 1960. május 20. | 1966. május 20.    | betöltetlen                | Kuomintang                    | 3                               |             |
| 1 | Csang Kaj-sek (Chiang Kai-shek) (1887–1975)               | 蔣中正 / 蒋中正 | 1966. május 20. | 1972. május 20.    | Jen Csia-kan (Yan Jiagan)  | Kuomintang                    | 4                               |             |
| 1 | Csang Kaj-sek (Chiang Kai-shek) (1887–1975)               | 蔣中正 / 蒋中正 | 1972. május 20. | 1975. április 5.   | Jen Csia-kan (Yan Jiagan)  | Kuomintang                    | 5                               |             |
| 2 | Jen Csia-kan (Yan Jiagan) (1905–1993)                     | 嚴家淦 / 严家淦 |                 | 1975. április 6.   | 1978. május 20.            | Kuomintang                    | 5                               | betöltetlen |
| 3 | Csang Csing-kuo (Chiang Ching-kuo) (1910–1988)            | 蔣經國          |                 | 1978. május 20.    | 1984. május 20.            | Kuomintang                    | Hszie Tung-min (Xie Dongmin)    | 6           |
| 3 | Csang Csing-kuo (Chiang Ching-kuo) (1910–1988)            | 蔣經國          | 1984. május 20. | 1988. január 13.   | Li Teng-huj (Lee Teng-hui) | Kuomintang                    | 7                               |             |
| 4 | Li Teng-huj (Lee Teng-hui) (1923–2020)                    | 李登輝          |                 | 1988. január 13.   | 1990. május 20.            | Kuomintang                    | 7                               | betöltetlen |
| 4 | Li Teng-huj (Lee Teng-hui) (1923–2020)                    | 李登輝          | 1990. május 20. | 1996. május 20.    | Li Jüan-cu (Li Yuancu)     | Kuomintang                    | 8                               |             |
| Demokratikus választások (1996. május 20. – napjainkig)                                                               |                                                           |                 |                 |                    |                            |                               |                                 |             |
| 4 | Li Teng-huj (Lee Teng-hui) (1923–2020)                    | 李登輝          |                 | 1996. május 20.    | 2000. május 20.            | Kuomintang                    | Lien Csan (Lian Zhan)           | 9           |
| 5 | Csen Suj-pien (Chen Shui-bian) (1950–)                    | 陳水扁          |                 | 2000. május 20.    | 2004. május 20.            | Demokratikus Progresszív      | Annette Lu                      | 10          |
| 5 | Csen Suj-pien (Chen Shui-bian) (1950–)                    | 陳水扁          | 2004. május 20. | 2008. május 20.    | 11                         | Demokratikus Progresszív      | Annette Lu                      |             |
| 6 | Ma Jing-csiu (Ma Ying-jeou) (1950–)                       | 馬英九          |                 | 2008. május 20.    | 2012. május 20.            | Kuomintang                    | Vincent Siew                    | 12          |
| 6 | Ma Jing-csiu (Ma Ying-jeou) (1950–)                       | 馬英九          | 2012. május 20. | 2016. május 20.    | Wu Den-yih                 | Kuomintang                    | 13                              |             |
| 7 | Caj Jing-ven (Tsai Ing-wen) (1956–)                       | 蔡英文          |                 | 2016. május 20.    | 2020. május 20.            | Demokratikus Progresszív      | Csen Csien-zsen (Chen Jian-ren) | 14          |
| 7 | Caj Jing-ven (Tsai Ing-wen) (1956–)                       | 蔡英文          | 2020. május 20. | 2024. május 20.    | Laj Csing-tö               | Demokratikus Progresszív      | 15                              |             |
| 8 | Laj Csing-tö (1959–)                                      | 賴清德          |                 | 2024. május 20.    | hivatalban                 | Demokratikus Progresszív      | Hsiao Bi-khim                   | 16          |